# Internazionali di Modena
Gli Internazionali di Modena sono stati un torneo di tennis tenutisi a Modena, Italia. Il torneo si è giocato solo nel 2005, nella categoria WTA Tier IV, su campi in terra rossa.

## Albo d'oro

### Singolare
| Anno | Vincitrice     | Finalista       | Punteggio   |
| ---- | -------------- | --------------- | ----------- |
| 2005 | Anna Smashnova | Tathiana Garbin | 6–6, ritiro |

### Doppio
| Anno | Vincitrici                               | Finaliste                               | Punteggio |
| ---- | ---------------------------------------- | --------------------------------------- | --------- |
| 2005 | Julija Bejhel'zymer Mervana Jugić-Salkić | Gabriela Navrátilová Michaela Paštiková | 6–2, 6–0  |